# Podstawowa temperatura ciała
Podstawowa temperatura ciała (PTC) – temperatura ciała kobiety, służąca rozpoznawaniu faz płodności i niepłodności. Używana w naturalnym planowaniu rodziny w metodach objawowo-termicznych i metodzie termicznej. Zwykle mierzy się ją specjalnym termometrem owulacyjnym

## Zmiany PTC wcyklu miesiączkowymkobiety
Zmiany podstawowej temperatury ciała następują w rezultacie zmian stężenia progesteronu we krwi. W fazie przedowulacyjnej, kiedy poziom progesteronu jest niski, PTC utrzymuje się na niższym poziomie. Temperatura ciała reaguje bardzo szybko na zmiany hormonalne. Zwiększenie stężenia progesteronu we krwi koreluje ze wzrostem PTC. Wystąpienie niższych i wyższych temperatur nie odpowiada dokładnie fazom płodności cyklu miesiączkowego, przyjęto więc dla jasności interpretacji podział na tzw. fazę temperatur wyższych i fazę temperatur niższych. Cykl o dwufazowym przebiegu uznawany jest za owulacyjny, natomiast brak skoku temperatury może świadczyć o braku jajeczkowania w tym cyklu. Jeśli PTC utrzymuje się na poziomie wyższych temperatur przez dłużej niż 16 dni a wcześniej miało miejsce współżycie to można przypuszczać, że doszło do zapłodnienia.

## Reguły mierzenia
Podstawową temperaturę ciała należy badać po śnie nocnym lub minimum trzech godzinach spoczynku, zaraz po przebudzeniu, przed wstaniem z łóżka. Należy zdecydować się na jeden sposób pomiaru – w pochwie, odbytnicy lub w ustach pod językiem czyli w jamie ciała wyścielonej błoną śluzową. Pomiar temperatury skóry jest nie miarodajny. Mierzenie powinno się odbywać o jednej porze. Półgodzinne odchylenia od stałej godziny pomiaru nie mają znaczenia. Jeśli różnica jest większa to od pomiaru późniejszego należy odjąć 0,1˚ za każdą spóźnioną godzinę a do pomiaru wcześniejszego odpowiednio dodać (również 0,1˚ za każdą godzinę) i tak obliczoną wartość zanotować.
Zaznaczając na karcie obserwacji codzienne pomiary i łącząc kolejne punkty ze sobą otrzymuje się wykres krzywej termicznej. W typowym cyklu owulacyjnym przebiega ona dwufazowo – na niskim poziomie w fazie przedowulacyjnej i częściowo okołoowulacyjnej, podwyższa się zaś o kilka dziesiątych stopni Celsjusza jeszcze w fazie okołoowulacyjnej, utrzymując się przez cały czas fazy poowulacyjnej. Do wyznaczenia dni płodnych i niepłodnych za pomocą PTC można korzystać z komputera cyklu. Pomiar jest dokonywany z dokładnością do 0,01˚.

## Zakłócenia PTC
Na karcie cyklu należy zaznaczyć wszystkie okoliczności, które mogły mieć wpływ na wysokość PTC, np.: praca na zmiany lub w nocy, złe samopoczucie, choroby, przyjmowane leki, odstępstwa od dotychczasowych przyzwyczajeń, zmiany w stosunku do zwykłego trybu dnia lub np. zbyt krótki sen lub przerywane odpoczynek nocny, spożycie alkoholu poprzedniego dnia, jedzenie późnym wieczorem, podróż, zmiana klimatu, zmiana strefy czasowej, wyjątkowo silny stres czy duży wysiłek fizyczny. Właściwa interpretacja tych zakłóceń będzie zależała od poznania indywidualnego sposobu reagowania kobiety na dany czynnik zakłócający. U jednej kobiety przebieg krzywej termicznej zmieni się pod wpływem jego działania, u innej nie będzie miał żadnego wpływu. Stwierdzenie zakłócenia będzie miało miejsce, gdy podwyższoną lub obniżoną wartość temperatury będzie można wytłumaczyć wpływem jakiegoś zdarzenia. Pomiarów uznanych za zakłócone nie uwzględnia się przy interpretacji krzywej termicznej (na karcie obserwacji te punkty oznaczające temperaturę zakreśla się w kółeczko).